# Ion Giurma

Prof.univ.dr.ing Ion Giurma

Ion Giurma (n. 10 noiembrie 1949, comuna Calnic, (județul Gorj) este un profesor de hidrologie și gospodărirea apelor, care îndeplinește în prezent funcția de rector al Universității Tehnice „Gh. Asachi” din Iași (din 15 februarie 2008).

## Biografie
Ion Giurma s-a născut la data de 10 noiembrie 1949, în comuna Calnic (județul Gorj). După absolvirea studiilor medii la Liceul Teoretic din Turnu Severin (1964-1967), a studiat la Institutul Politehnic „Gheorghe Asachi” din Iași, Facultatea de Hidrotehnica (1967-1972). În anul 1981 a obținut titlul științific de Doctor în Inginerie civila cu teza în domeniul atenuarii colmatării lacurilor de acumulare din zona Moldovei iar în 2007 a absolvit studiile de Master în management, legislație în industrie, administrație și servicii.
Începând din anul 1972 lucrează în învățământul superior, la Facultatea de Hidrotehnică pe post de asistent (1972-1978), apoi ca șef de lucrări universitar (1978-1990), conferențiar (1990-1993) și profesor universitar (din 1993). În perioada 1990-2000 a ocupat o serie de funcții în cadrul Facultății de Hidrotehnică din cadrul  Universității Tehnice „Gh. Asachi” din Iași (șef catedra Construcții Hidrotehnice și Inginerie Sanitară (1990-1992) și decan în perioada 1992-2000). În perioada 2000-2008 a ocupat funcția de prorector științific al Universității Tehnice „Gheorghe Asachi” din Iași.
A efectuat mai multe stagii de perfecționare și schimburi de experiență Burse de specializare Tempus si Socrates-Erasmus la Lisabona (Portugalia), Poitiers, Dunkuerque, Grignon, Paris (Franța), Padova, Pavia, Bergamo (Italia), Viena (Austria), Atena, Thesaloniki, Alexandropolis, Chania (Grecia), Bruxelles (Belgia), Wallingford, Londra (Anglia), Valladolid (Spania), Curs internațional de Hidrologie Moscova 1990.
Din anul 2001 este Director al Centrului de Cercetare în Hidroamenajări și Protecția Mediului Arhivat în 1 ianuarie 2010, la Wayback Machine., HIDROMED, acreditat CNCSIS, în cadrul Universității Tehnice „Gh. Asachi” din Iași.In cadrul aceleiași Universității a mai ocupat funcțiile de Coordonator local al programelor Europene TEMPUS (1997-2000) si Coordonator local al programului ERASMUS SOCRATES (2001-2006)
În prezent, este prof. dr. la Facultatea de Hidrotehnica, Geodezie și Ingineria Mediului Arhivat în 17 iulie 2011, la Wayback Machine. (HGIM) din cadrul Universității Tehnice „Gh. Asachi” din Iași. A predat sau preda cursurile de Hidrologie și de Gestiunea resurselor de apa (1991-2010); la studiile de masterat a predat sau preda disciplinele Hidrologie speciala (2000-2010), Gestiunea inundațiilor (2000-2010), Managementul integrat al resurselor de apa (2009-2010), Managementul dezastrelor climatice (2009-2010); la studiile postuniversitare a predat cursul „Amenajarea formațiunilor torențiale” (1998-2010). 
Din anul 2000 este membru în Comisia Națională de Acreditare Diplome, Titluri și Certificate Universitare din cadrul Ministerul Educației, Cercetării și Inovării și începând cu anul 2007 este membru corespondent al Academiei de Științe Agricole și Silvice din România, secțiunea “Protecția mediului și gospodărirea apelor”. De asemenea este membru în cadrul Comitetului Regional de Evaluare Strategica si Corelare Nord-Est, Agenția pentru Dezvoltare Regională Nord-Est, membru în Comisia Naționala pentru Siguranța Barajelor si Lucrărilor Hidrotehnice Arhivat în 5 noiembrie 2010, la Wayback Machine. (CONSIB) de pe lângă Ministerul Mediului si Pădurilor.
În domeniul tehnic activează ca Expert Tehnic în domeniul Construcțiilor și Amenajărilor Hidrotehnice, Expert Tehnic în domeniul Construcțiilor pentru Îmbunătățiri Funciare, expert pentru evaluarea stării de siguranță a barajelor, digurilor si cuvetelor lacurilor de acumulare categoriile A și B și ca expert pentru efectuarea bilanțurilor de mediu în domeniile "Construcții Hidrotehnice","Eliminarea deșeurilor și a ambalajelor", "Alte lucrări sau instalații".
Este autorul a 10 cărți, 13 manuale universitare, autor și coautor a 92 articole și studii în reviste și volume cu referenți științifici. A prezentat peste 75 de lucrări la diferite conferințe și simpozioane desfășurate la universități din tara si din străinătate, pe teme privind: dezvoltarea durabila, gestionarea resurselor de apa, studiul inundațiilor, gestionarea dezastrelor. Ca inventator este autor si coautor la 23 de invenții si dosare de brevete de invenții pentru care a obținut peste 40 de premii si distincții dintre care o menționăm pe cea mai importantă – Ordinul Național „Serviciul Credincios în grad de Cavaler acordată de Președinția României”.. 
A fost sau este membru în 3 contracte de cercetare internaționale, 10 proiecte strategice, a fost director la 18 granturi CNCSIS, ANCS Arhivat în 30 noiembrie 2023, la Wayback Machine., CNMP Arhivat în 21 noiembrie 2010, la Wayback Machine., membru în colectiv la 9 contracte și granturi de cercetare naționale, are la activ peste 100 de contracte de cercetare cu companii, regii, societăți comerciale (ca responsabil sau membru în colectivul de cercetare).

## Rector alUniversității Tehnice „Gh. Asachi” din Iași
Începând cu data de 15 februarie 2008 ocupă funcția de Rector al Universității Tehnice „Gh. Asachi” din Iași, în urma alegerilor ce s-au desfășurat în două tururi de scrutin. În al doilea tur de scrutin Ion Giurma s-a impus cu 36 de voturi la 28. “Cercetarea științifică este domeniul pe care îl știu cel mai bine și este unul din punctele forte ale universității. Vreau, de asemenea, condiții sociale îmbunătățite pentru studenți  și aici mă refer la cazare, masă, vreau să dezvoltăm mai mult masteratele în limbi străine și dezvoltarea puternică a școlii doctorale ”.

## Cărți publicate
- „Modele matematice pentru CES”, Berar V., Ionescu V., Giurma I., Editura Junimea Iași, 1983
- „Colmatarea lacurilor de acumulare”, S_JEP 09781/95, Giurma I., Gestion Protection de la Ressource en eau, H.G.A. București, 1997
- „Sisteme de gospodărirea apelor”, Giurma I., Ed. CERMI, Iași, 2000
- „Hidrologie și hidrogeologie-aplicații”, Giurma I., Craciun I., Giurma C-R., Ed. "Gh.Asachi" Iași, 2001
- „Viituri si masuri de apărare”, Giurma I., Ed. "Gh.Asachi" Iași, 2003
- „Hidrologie specială”, Giurma I., Ed. Politehnium, Iași, 2004
- „Hidrologie”, Giurma I., Crăciun I., Giurma C-R., Ed. Politehnium, Iași, 2006
- „Soluții constructive pentru amenajarea formațiunilor torențiale”, Giurma I., Ed. Performantica, 2006
- „Impactul lacurilor de acumulare asupra mediului”, Giurma I., Ed. Performantica, Iași, 2008
- „Managementul integrat al resurselor de apa”, Giurma I,. Crăciun I. Ed. Politehnium, Iași, 2010